# Helina consimilis
Helina consimilis este o specie de muște din genul Helina, familia Muscidae. A fost descrisă pentru prima dată de Fallen în anul 1825. Conform Catalogue of Life specia Helina consimilis nu are subspecii cunoscute.